# Cham (Germania)
Cham (in ceco Kouba) è un comune tedesco di 17 245 abitanti, situato in Baviera.
Nel corso della seconda guerra mondiale è stato sede di un campo di concentramento per prigionieri di guerra.
Nel 1959 a Cham è stato girato il film Il ponte (regia di Bernhard Wicki), tratto dall'omonimo romanzo autobiografico di Manfred Gregor.